# ジェレミー・コービン
ジェレミー・バーナード・コービン（英語: Jeremy Bernard Corbyn、1949年5月27日 - ）は、イギリスの政治家。第21代労働党党首を務めた。1983年以来、ロンドンのイズリントン・ノース選挙区選出の英国庶民院議員（MP）を務めている。
社会主義キャンペーングループ、パレスチナ連帯キャンペーン、アムネスティ・インターナショナル、核軍縮キャンペーン、ストップ・ザ・ウォー・コアリションの一員であり、ストップ・ザ・ウォー・コアリションでは2011年から2015年まで議長を務めた。

## 概説
ウィルトシャー州チッペナム出身。大学中退後、全国公務員組合や全国仕立被服労働者組合で職員として勤務し、1974年にハーリンゲイ・ロンドン特別区議会議員に当選。その後1983年6月9日にイズリントン・ノース選挙区選出の庶民院議員となって以来、2024年の総選挙まで同選挙区で当選を重ね続けている。
自他共に認めるTraditionalists（トラディショナリスト、伝統主義者。トニー・ブレアやゴードン・ブラウンら「第三の道」路線の「ニューレイバー」に対して「オールドレイバー」とも称される）かつ筋金入りの社会主義者であり、公共事業や鉄道の再国有化、炭鉱の操業活性化、企業の税金逃れ取り締まり強化、大学の学生補助金の再開、非核化とトライデント核兵器プログラムの中止、インフラ及び再生可能エネルギープロジェクトへの資金を供出する人々のための量的金融緩和政策、デーヴィッド・キャメロン政権が2010年以降行ってきた公共部門と福祉への予算カットを元に戻すことなどを訴えている。

### 労働党党首（影の首相）

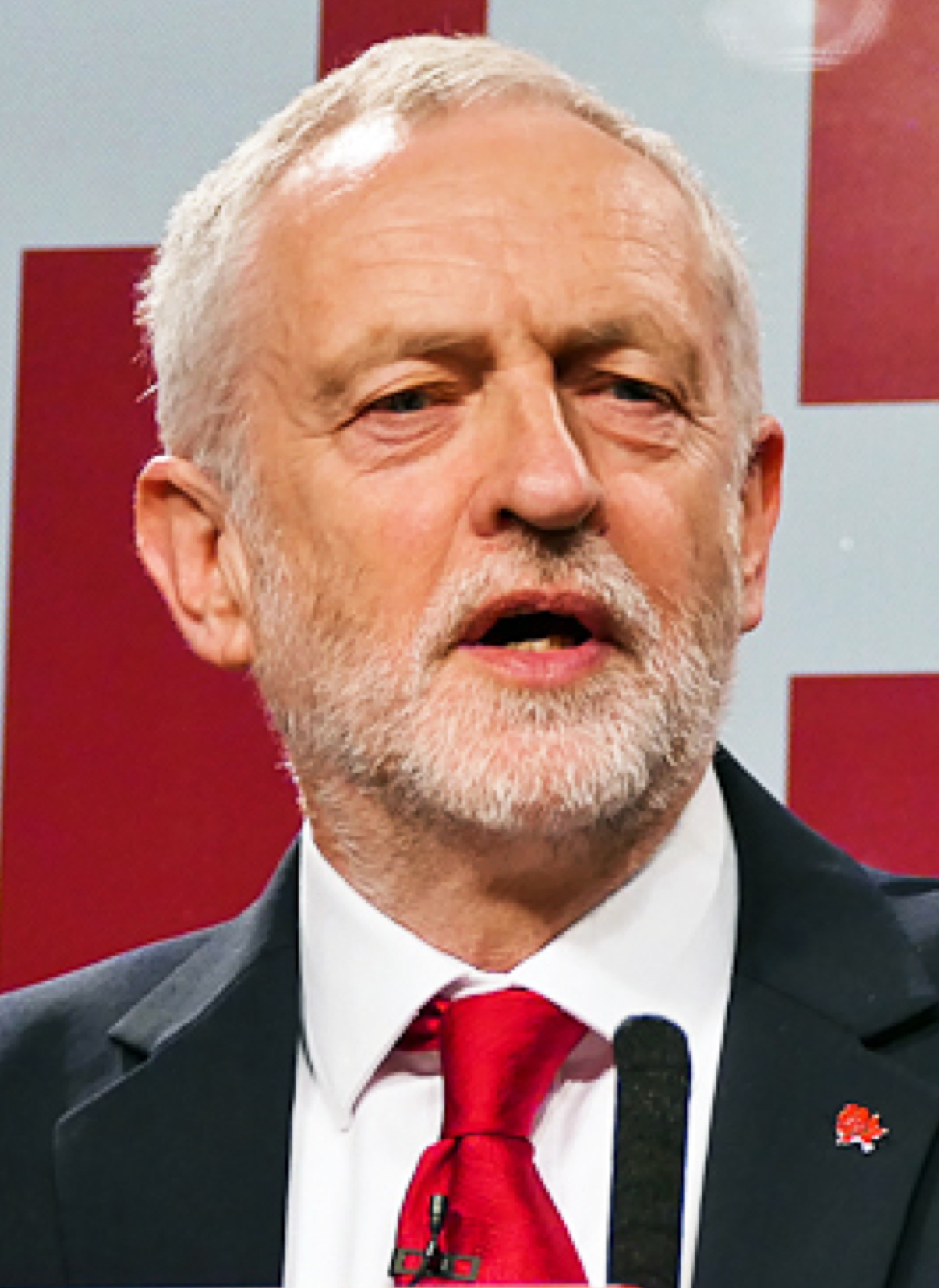
2017年総選挙、グレーター・マンチェスタートラフォードにて、5月9日

エド・ミリバンドの党首辞任を受け、2015年6月6日に党首選への出馬を表明した。当初は泡沫候補として扱われていたが、複数の世論調査でトップの支持率を獲得したことに加え、UNITE（イギリス最大の単一労働組合）など労働党と提携する労働組合の多数、更には提携のない組合3団体からも支援を得たことで一躍、最有力候補となった。
2015年9月12日、コービンは第1回投票において59.5％の圧倒的得票率で労働党党首に選ばれた。2015年の総選挙において労働党は敗北を喫したが、その原因は中道寄りの政策を掲げたために保守党との違いがなくなったためとする意見が若年層を中心に根強く、コービンの政治姿勢に共感が広がった。しかし、その強硬で極端な政治姿勢はニューレイバーや党主流派からは強い反発を受けている。
2016年9月24日、イギリスのEU離脱決定を受けて再度行われた党首選において、対抗馬のオーウェン・スミスを大差で破って再選された。
2017年イギリス総選挙では、主に若者からの支持を得て戦後最大の伸び率を記録し、30議席増の262議席を獲得。保守党を単独過半数割れに追い込む予想外の大健闘を見せたが、政権奪還には至らなかった。

### 失脚
2019年イギリス総選挙で、労働党は最大の争点となったEU離脱に対して立場を明確にしなかったことを批判され、結果歴史的な大敗を喫したため次回の選挙では党を率いないとコメントし、党首辞任を表明した。
2020年10月29日に平等人権委員会（EHRC）がコービン党首時代の労働党内で行われた反ユダヤ主義に対する調査の結果報告書を公表し、3件の平等法違反について労働党に責任があると認定し、それらの行為にコービンの事務所が不適切に関与した証拠が少なくとも23件見つかったとした。同日午前10時過ぎにコービンは報告書を批判する声明を発表。これを受けて、労働党は直ちにコービンの党員資格を停止すると発表した。その後、同年11月17日に党員資格を回復したが、労働党指導部は労働党議員団へのコービン復帰を拒絶したため、下院においては無所属のままである。
2023年2月15日、労働党党首のキア・スターマーは「ジェレミー・コービンは、今後の選挙で労働党の候補者として立候補することはない」と明言した。
2024年5月に労働党を除名され、同年7月4日投開票のイギリス総選挙には無所属で立候補し、かつて所属した労働党の候補者らを破って議席を維持した。

## 分析
ノーベル賞経済学者ジョセフ・スティグリッツは、「労働党内でのコービンの台頭は驚くべきことではない」と述べる。
緊縮財政政策に強く反対する世論があり、また所得格差が拡大する懸念がある時代に、エド・ミリバンドが代表を務める「新」労働党が公開した（2015年イギリス総選挙の）選挙公約は人々を失望させるものだった。保守党の緊縮財政と労働党のソフトな緊縮財政、これでは有権者は選びようがない。
スティグリッツは、緊縮財政批判に関して労働党が怖気づいていることを指摘する。
一方のコービンは反緊縮のアジェンダを提示し、人々の受け皿になることができたとスティグリッツは述べる。
ノーベル賞経済学者ポール・クルーグマンは、「コービンが党首選で勝利したことは驚くべきことではない」と述べる。
イヴェット・クーパーなどライバル候補が軒並み保守党の緊縮財政政策を暗黙に支持しており、候補者の中ではコービンだけが明確に緊縮財政に反対していたからである。
それだけではなく労働党の主流派議員が保守党の緊縮財政政策に追随していたのである。クルーグマンはこの現象を労働党の知的倫理的崩壊だとし、労働党の主流派を批判する。

### 労働党の路線
労働党が支持者を失望させたのはミリバンドが初めてではない。1990年代後半に労働党の党首トニー・ブレアが首相になって以来、労働党の党員は激減した。党員は1997年には405,000人いたが、ブレアが首相を退任する2007年には177,000人まで落ち込んだ。10年で党員が半分未満になったのである（その後若干回復し、2013年には19万人である）。ブレアの時代に労働党の政策は欧州大陸寄りであった。金融政策に関してもドイツと同じ為替レートにすれば英国経済が打撃をうけることはポンド危機で十分示されたにもかかわらず、ブレアの立ち位置は親ユーロだった。
それでは労働党が親EUかというとそうではない。元々は労働党は欧州懐疑主義政党だった。コービンも欧州懐疑派であった。「欧州連合は企業側の利益を優先しすぎる。それはTTIP交渉が秘密裏に行われていることからもわかる。TTIPは我々の環境・消費者安全基準や労働者の権利にとって大きな脅威となるだろう。」とコービンは述べた。
コービンは1975年の国民投票でもEEC残留に反対票を投じた。そして近年のギリシャ危機についても、「もし欧州全体がギリシャ国民をねじ伏せたようなやり方で各EU加盟国を扱うような残酷な機関となるようなら、欧州は人々からの多くのサポートを失うだろうと思う。」とコービンは述べている。

### EU離脱の是非を問う国民投票
コービンは2016年6月に行われる英国のEU離脱の是非を問う国民投票ではEU残留のキャンペーンを張った。労働党所属の国会議員の多数がEU残留を望んでいる党内事情に配慮しているからだと思われる。
だが欧州懐疑論者であるコービンの本心はEU残留ではないとされる。1975年のEEC残留を問う国民投票でもEEC離脱に票を投じた。1993年のマーストリヒト条約発効に先立ち、国家経済から独立したECBの採る政策は物価の安定だけであり、労働党が実現させたい社会的な目標を下げ、そしてEUは「銀行家達の欧州」となりアメリカ合衆国のような民主的な方向には行かないだろうと予言していた。
とはいえコービンはEU離脱でもなければ残留でもなく、ただEUに関心を持っていないだけだとも言われている。トニー・ブレアの大量移民政策によって東欧から移民が職・住居・教育を求めて英国に流入し、英国の低所得者層がそれら移民との競争を強いられたことや、そして移民の流入で非熟練労働者の賃金に低下圧力がかかり暮らし向きが悪くなり、長年の労働党支持者が労働党を離れたことをコービンはよく理解している。よって、もしコービンが彼自身の信念を貫き労働者階級を代弁するなら、今すぐにEU離脱のキャンペーンを張っているだろうからである。
それでもコービンの言動は有権者に影響を与えている。Ipsos MORIの調査でも回答者のうち約27%がコービンが有権者の投票行動に影響を与える主要人物としており、首相デーヴィッド・キャメロンの44%やロンドン市長ボリス・ジョンソンの32%、財務大臣ジョージ・オズボーンの28%には及ばないが、野党内では最大の影響力である。
そのキャメロンとオズボーンは共にEU残留派であり、彼らは離脱による経済的なリスクを強調する。そのオズボーンによる緊縮財政とりわけ障害者の公的手当ての削減は与野党から激しい反発を招いており、閣僚であるイアン・ダンカン・スミスが抗議のために辞任した。コービンをはじめ労働党もオズボーンを激しく非難している。（EU残留には実質的に関心が無いかあるいは暗黙のEU離脱派である）コービンがEU残留側のリーダー格を攻撃することで、コービンは意図せずしてEU離脱側に掩護射撃をしているのではないかとする推測もある。
2019年2月22日、コービンは労働党が政権を奪取した場合に関して、EU離脱協定案の再交渉・国民投票の再実施を党内で検討していると発言した。これ以前に、党ナンバー2のジョン・マクドネル影の財務相は、労働党が国民投票再実施に向け動いていること、再実施が現実のものとなった場合自身は残留に投票するつもりであることを明らかにしていた。更に、7月10日にはEU離脱に関して再度の国民投票を要求し、国民投票に際しては残留を主張すると表明した。
労働党は党内に残留派と離脱派の双方を抱えており、そのことが原因で5月の英地方選や欧州議会選挙でEU離脱に対して明確な姿勢を示さなかった。そのため、EU残留を支持する緑の党や自民党に票が流れてしまっていた。しかも、労働党の支持母体である労働組合が再度の国民投票実施に賛成を表明したため（これまで労働党の支持者には離脱派が多いとみられていた）、コービンは方針を転換し国民投票の再実施とEU残留を受け入れたとみられる。

## 受賞・表彰
2013年にコービンはその業績によりガンディー国際平和賞を受賞している。同2013年にコービンはグラスルート・ディプロマット・イニシアティヴ（Grassroot Diplomat Initiative）から表彰を受けた。コービンは議会向けの「今年のヒゲ」賞を6回受賞しており、かつてそのヒゲをニュー・レイバーに対する「反逆の形」と描写したことで、ヒゲ解放戦線（Beard Liberation Front）から「今年のヒゲ」に選ばれている。